# Jørgen Engelbrecht
Jørgen Engelbrecht (* 25. April 1946 in Hvidovre) ist ein ehemaliger dänischer Ruderer. Gemeinsam mit Niels Secher gewann er 1970 im Doppelzweier den ersten Weltmeistertitel für dänische Ruderer.
Bei den ersten beiden Ruder-Weltmeisterschaften 1962 und 1966 hatte es keine Medaille für dänische Ruderer gegeben. Bei den Ruder-Weltmeisterschaften 1970 siegten Engelbrecht und Secher im Doppelzweier, außerdem gewann der dänische Vierer ohne Steuermann um Kurt Helmudt die Bronzemedaille. Bei den Ruder-Europameisterschaften 1971 und bei den Olympischen Spielen 1972 belegten Engelbrecht und Secher jeweils den vierten Platz.